# The Day My God Died
Pour plus de détails, voir Fiche technique et Distribution.
The Day My God Died est un film documentaire américain réalisé par Andrew Levine, sorti en 2003. 
Coproduit par l'actrice Winona Ryder, le film, qui traite du trafic et de l'esclavage sexuel des petites filles en Inde et au Népal, a été présenté dans différents festivals.
Narration : Tim Robbins et Winona Ryder qui récite notamment des poèmes composés par de jeunes victimes.

## Fiche technique
- Titre : The Day My God Died
- Réalisation :	Andrew Levine
- Scénario : Cari Beauchamp
- Photographie : Basil Katsaounis, Jürg V. Walthe
- Montage : Tamera Martin, Mark M. Pompian, Pam Wise
- Musique : David Robbins
- Producteurs :	Andrew Levine, Winona Ryder, Geralyn  Dreyfous, Tamera Martin
- Producteur associé : Elle Karp
- Coproducteurs : Ted Baer, Ravi Baral
- Société de production : Andrew Levine Productions
- Pays d'origine :  États-Unis
- Genre : Film documentaire
- Durée : 70 minutes (1 h 10)
- Dates de sortie :
  - Hong Kong : 19 avril 2003 (Festival international du film de Hong Kong)
  - Grèce : 16 mars 2004 (Thessaloniki Documentary Festival (en))

## Distribution
- Anuradha Koirala : elle-même
- Tim Robbins : le narrateur (voix)
- Winona Ryder : la narratrice (voix)